# Zamalek

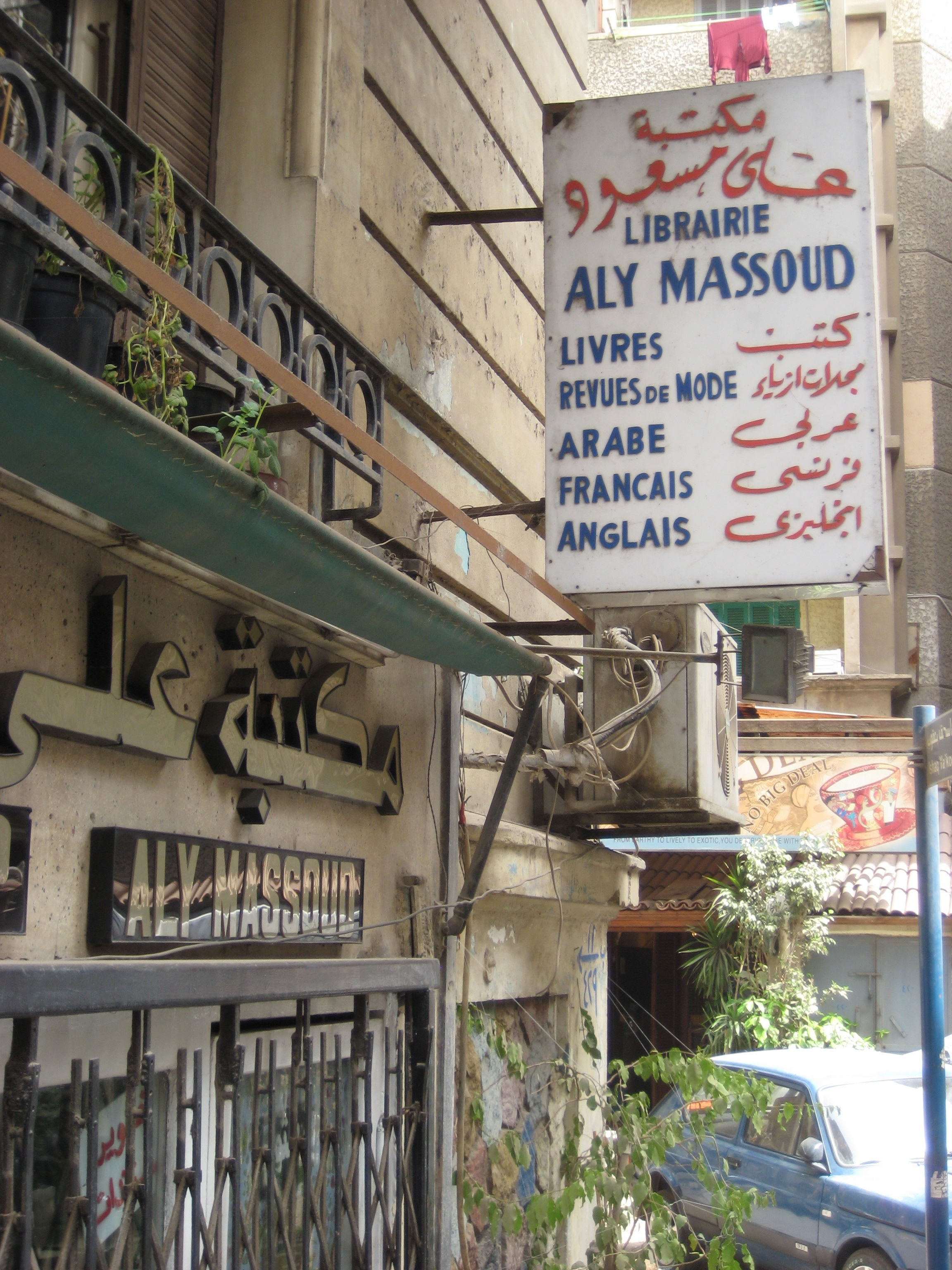
Buchladen in Zamalek (2010)

Zamalek (arabisch الزمالك az-Zamālik) ist ein Stadtbezirk von Kairo. Er befindet sich auf dem nördlichen Teil der Insel Gezira, einer von zwei zur Stadt gehörenden Inseln im Nil. Die andere Insel ist Roda. Der Südteil der Insel heißt einfach el-Gezira / الجزيرة / al-Ǧazīra / ‚die Insel‘; häufig werden beide Stadtteile als Zamalek zusammengefasst. 
Zamalek ist ein Wohn- und Geschäftsbezirk. Neben ausländischen Unternehmen haben auch zahlreiche Botschaften, darunter die Deutsche Botschaft Kairo, hier ihren Sitz. Ausländer, vor allem Botschaftsangehörige, leben bevorzugt hier. Das größte Bauwerk ist der Fernsehturm Kairo (Cairo Tower). Weiterhin befinden sich hier die Quartiere der Studenten der American University of Cairo (AUC). 
Hier lebte und wirkte auch der palästinensische Gelehrte Edward Said während seines Exils.
Auf halber Höhe der Insel befindet sich der Zamalek-Palast. Erbaut vom Khediven Ismail zur Unterbringung von Ehrengästen zur Eröffnung des Suez-Kanals (darunter Kaiserin Eugénie von Frankreich), ist der Palast heute ein Hotel der Marriott-Kette. Die historischen Räumlichkeiten wurden großenteils restauriert und sind für Hotelgäste zugänglich.
Im Südteil der Insel befindet sich das Opernhaus von Kairo.

Die Hauptverkehrsachse ist die Straße des 26. Juli, die den nördlichen Teil der Insel in einer Ost-West-Achse durchquert. Jeweils drei Brücken am Ost- und Westufer der Insel verbinden Zamalek mit den umliegenden Stadtteilen. 
 Um 2017 soll die Insel durch eine Metro-Station an den öffentlichen Schienennahverkehr angebunden werden.

## Sonstiges
Einer der erfolgreichsten Fußballklubs Ägyptens, Zamalek SC, ist im Stadtteil beheimatet. 